# Zygaenidae

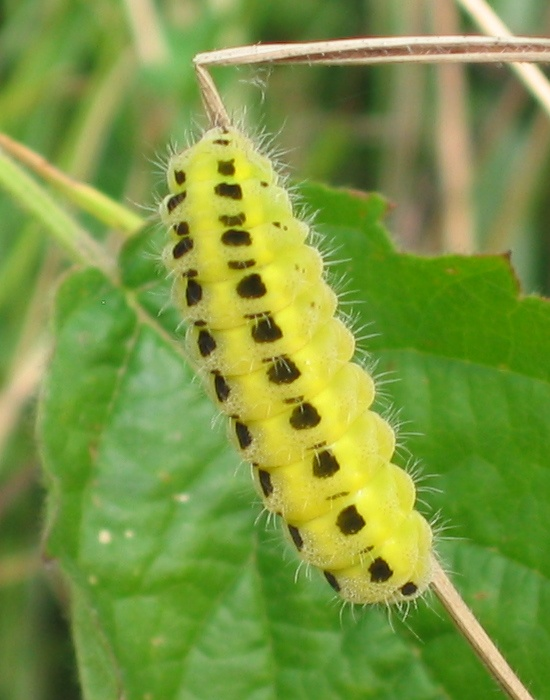
Larva şi culoarea sa care avertizează prădătorii

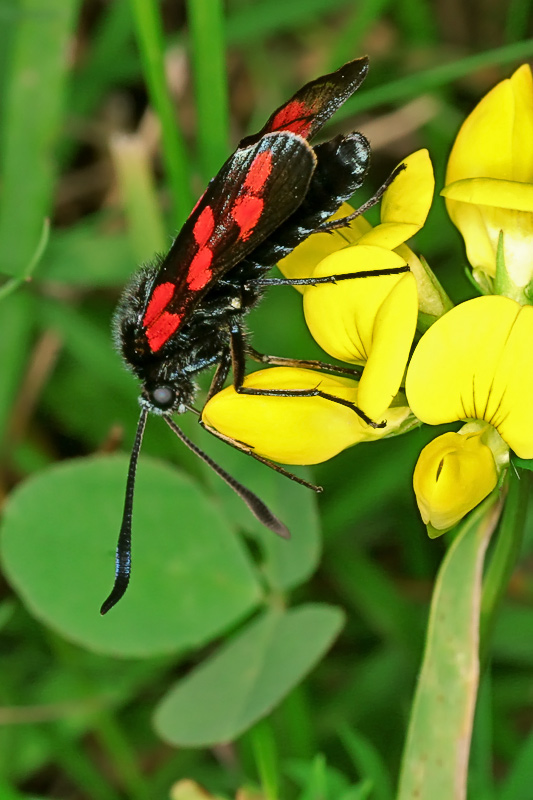
Zygaena carniolica

Zygaenidae este o familie de molii din superfamilia Zygaenoidea. Majoritatea zyganidelor sunt endemice din zonele tropicale, însă există și unele specii răspândite în zona temperată. Există aproximativ 1000 de specii. 

## Descriere
Moliile zygaenide sunt specii diurne tipice. În general au un aspect (luciu) metalic și câteva puncte roșii sau galbene. Culorile vii reprezintă pentru prădători un avertisment că moliile nu sunt comestibile; ele conțin cianură de hidrogen (HCN) pe tot parcursul ciclului de viață. Spre deosebire de majoritatea insectelor care conțin astfel de toxine, zygaenidele obțin glucozide în urma hrănirii cu specii de plante din genul Lotus astfel încât pot folosi HCN-ul pentru apărare.  Totuși, speciile sunt capabile să facă HCN-ul singure, și într-un mediu în care sunt plante slabe în cianură, pot sintetiza acest compus . Se folosesc și de mimetism cu ajutorul acestor toxine. 
Larvele sunt robuste și pot fi aplatizate. Majoritatea ca sursă de hrană plante erbacee, dar unele se hrănesc și cu frunzele copacilor. 